# Gleiß (Gemeinde Sonntagberg)
Gleiß ist eine Ortschaft in der Marktgemeinde Sonntagberg in Niederösterreich. Die Ortschaft hat 162 Einwohner (Stand 1. Jänner 2024).

## Geografie
Gleiß liegt am rechten Ufer der Ybbs zwischen Kematen an der Ybbs und Rosenau am Sonntagberg.

## Geschichte
Im Ort bestand im frühen 19. Jahrhundert auch ein kleines Brauhaus, das jährlich 2250 Eimer Bier absetzte. Laut Adressbuch von Österreich waren im Jahr 1938 in Gleiß eine Bäckerin, drei Fleischer, vier Gastwirte, vier Gemischtwarenhändler, ein Holzhändler, ein Schmied, zwei Schneiderinnen, drei Schuster, ein Seiler, fünf Trafikanten, zwei Tischler, ein Wagner und mehrere Landwirte ansässig. Weiters gab es eine Ziegelei und das Primanit-Leichtbauplattenwerk. Gegen Ende des Zweiten Weltkrieges wurden zwischen Juli und November 1944 ungarische Juden, darunter auch Frauen und Kinder, als Zwangsarbeiter bei der Firma Josef Oberleitner zu Arbeit im Primanitbauplattenwerk eingesetzt. Die Häftlinge wurden danach ins Lager Oismühle überstellt.

## Öffentliche Einrichtungen
In Gleiß befindet sich eine private Volksschule.

## Kultur und Sehenswürdigkeiten
- Die Burgruine Gleiß, die unmittelbar neben der Ybbs auf einem Konglomeratfelsen stand, wurde 1806 im Zweiten Napoleonischen Krieg von den Franzosen niedergebrannt und nicht wieder errichtet.
- Katholische Klosterkirche Gleiß Heiligstes Herz Jesu der Schwestern vom Göttlichen Erlöser